# Донес, Эльвира
Эльвира Донес (алб. Elvira Dones; род. 24 июля 1960, Дуррес) — албанская писательница, сценаристка и продюсер документальных фильмов.

## Биография
Родилась в прибрежном албанском городе Дуррес. Окончила Тиранский университет. В 1988 году работала на Албанском государственном телевидении и в этом качестве поехала в Швейцарию, где и осталась жить. Заочно осуждена за государственную измену в Албании, приговорена к тюремному заключению и лишена доступа к своему маленькому сыну до краха коммунизма в 1992 году. С 1988 по 2004 год жила в Швейцарии, где работала писательницей и телевизионной журналисткой, а также писала, режиссировала и продюсировала несколько документальных фильмов. С 2004 года живет в США.
Большая часть её текстов написана либо на итальянском, либо на албанском языке, но некоторые из документальных фильмов снабжены английскими субтитрами. Несколько этих фильмов либо выиграли, либо были номинированы на различные награды. В её последнем документальном фильме «Клятвенная девственница» рассказывается история женщин из северной Албании, которые клянутся в вечном целомудрии в подростковом возрасте и принимают на себя роль мужчины в обществе. В 2007 году «Клятвенная девственница» признан лучшим документальным фильмом на Балтиморском женском кинофестивале.

## Фильмография
- Brunilda (2003).
- I ngujuar (Nailed) (2004).
- «Клятвенная девственница» (2015).